# Kadasinganahalli, Kunigal
Kadasinganahalli là một làng thuộc tehsil Kunigal, huyện Tumkur, bang Karnataka, Ấn Độ.